# فوضیل طالبه
فوضیل طالبه (انگلیسی: Foudil Taalba؛ زادهٔ ۱۸ ژانویهٔ ۱۹۶۷) بازیکن والیبال اهل الجزایر بود.